# Davor Ivo Stier
Davor Ivo Stier (Buenos Aires, 6 de enero de 1972) es un político y diplomático croata de origen argentino. Perteneciente a la Unión Democrática Croata (HDZ), fue miembro del Parlamento croata entre 2011 y 2013, del Parlamento Europeo entre 2013 y 2016, y Ministro de Asuntos Exteriores y Europeos entre 2016 y 2017.

## Biografía

### Primeros años y estudios
Nació en la capital argentina, viviendo en el barrio porteño de Flores, en una familia de expatriados croatas originarios de Samobor. Su abuelo paterno Ivan Stier era un coronel de Ustacha y asistente de Maks Luburić que escapó a América del Sur después de la Segunda Guerra Mundial. Su padre era médico y su madre, profesora universitaria.
Llegó a Croacia por primera vez en 1990 a los 28 años como parte de un programa de la Fundación para la Emigración Croata, y por segunda vez, tres semanas antes de la caída de Vukovar como periodista para el periódico argentino El Cronista y Radio América. Regresó a Argentina en febrero de 1992, donde se graduó en ciencias políticas y relaciones internacionales en la Pontificia Universidad Católica Argentina Santa María de los Buenos Aires, y más tarde en periodismo.

### Carrera política
Regresó a Croacia en 1996 por invitación del Ministerio de Asuntos Exteriores, trabajó posteriormente en las embajadas croatas en Washington, D.C. y Bruselas, y en 2009 fue asesor de política exterior del primer ministro Ivo Sanader.
En las elecciones parlamentarias de 2011, fue elegido como miembro del Parlamento croata. Se convirtió en miembro del Comité de Cooperación Interparlamentaria y del Comité para la Integración Europea, y fue nombrado vicepresidente del Comité de Política Exterior. También fue nombrado miembro de la delegación del Parlamento croata en la Asamblea Parlamentaria de la OTAN y la delegación del Parlamento croata en el Comité Parlamentario Conjunto de la República de Croacia.
Tras la adhesión de Croacia a la Unión Europea, en las primeras elecciones al Parlamento Europeo en Croacia en abril de 2013, Stier obtuvo 14.005 votos en la lista de los coalición de HDZ con otros partidos, convirtiéndose en uno de los primeros miembros eurodiputados croatas. En la segunda elección para el Parlamento Europeo en Croacia en mayo de 2014, Stier volvió a ganar un escaño con 26.432 votos como candidato en la lista de coalición de HDZ con otros partidos.
Fue vice primer ministro de Croacia y el 13.º ministro de Asuntos Exteriores y Europeos en el Gabinete de Andrej Plenković desde el 19 de octubre de 2016 hasta su renuncia el 19 de junio de 2017. Abandonó el gabinete después de la caída de la coalición entre el HDZ y el centrista Puente de las listas independientes, y la conformación de una nueva coalición con el liberal Partido Popular Croata.

## Publicaciones
- Nova hrvatska paradigma: ogled o društvenoj integraciji i razvoju («El nuevo paradigma croata: una visión general de la integración social y el desarrollo») (2015).[11]